# Wybory do Parlamentu Europejskiego na Łotwie w 2009 roku
Wybory do Parlamentu Europejskiego na Łotwie odbyły się 6 czerwca 2009. Łotysze wybrali 8 europarlamentarzystów, co odzwierciedlały przepisy Traktatu Nicejskiego. W momencie wejścia w życie traktatu lizbońskiego Łotwie przypadł 9 mandat.

## Wyniki
Wg oficjalnych danych Centralnej Komisji Wyborczej mandaty do Parlamentu Europejskiego uzyskało 6 ugrupowań. Największym poparciem wyborcy obdarzyli Związek Obywatelski (24,32% i 2 mandaty) oraz Centrum Zgody (19,57% i 2 mandaty). Miejsca w Parlamencie uzyskały też partie O Prawa Człowieka w Zjednoczonej Łotwie (9,66% i 1 mandat), LPP/LC (7,49% i 1 mandat), Dla Ojczyzny i Wolności/Łotewski Narodowy Ruch Niepodległości (7,45% i 1 mandat) oraz Nowa Era (6,66% i 1 mandat)
Poza rządzącą Nową Erą premiera Dombrovskisa największą klęskę poniosły dwa ugrupowania współrządzące, które nie przekroczyły progu wyborczego: Partia Ludowa (2,78% głosów) oraz Związek Zielonych i Rolników (3,72%). Poparcie poniżej 5% zyskali też Libertas.lv, z którego listy kandydował europoseł Guntars Krasts (4,30%), Stowarzyszenie na rzecz Innej Polityki (3,85%) z liderem listy europosłem Georgsem Andrejevsem oraz Partia "Wszystko dla Łotwy!" (2.81%). Po raz kolejny progu wyborczego nie udało się przekroczyć Łotewskiej Socjaldemokratycznej Partii Robotniczej (3,79%). Śladowe poparcie (mniej niż 1%) uzyskały inne ugrupowania (O Ojczyznę, Partia Postępu, Partia Odrodzenia Łotwy, Partia Osipowa).

## Przedstawiciele Łotwy w PE
Wśród reprezentantów Łotwy w PE znaleźli się Sandra Kalniete i Inese Vaidere (Związek Obywatelski), Alfrēds Rubiks i Aleksandr Mirski (Centrum Zgody), Tatjana Ždanoka (O Prawa Człowieka w Zjednoczonej Łotwie), Ivars Godmanis (Łotewska Droga), Roberts Zīle (Tēvzemei un Brīvībai/Latvijas Nacionālās Neatkarības Kustība) i Artūrs Krišjānis Kariņš (Nowa Era). Dziewiąty mandat łotewski w momencie wejścia w życie traktatu lizbońskiego w grudniu 2011 uzyskał kandydat Związku Obywatelskiego Kārlis Šadurskis.